# Pierre Michelot
Pierre Michelot (Saint Denis, 3 maart 1928 – Parijs 3 juli 2005) was een Franse jazzbassist.
Hij speelde aanvankelijk piano, maar stapte als tiener over op de bas. Hij trad na de oorlog op voor Amerikaanse militairen die in Frankrijk waren gelegerd. In de jaren 50 werd hij veelvuldig gecontracteerd door Amerikaanse musici die in Parijs speelden. 
In zijn hoogtijdagen speelde Michelot met grootheden als Miles Davis, Chet Baker, Stan Getz en Dizzy Gillespie. 
Michelot speelde met Davis op een van de soundtracks van de klassieke thriller Ascenseur pour l'échafaud (1958) van Louis Malle.

Hij was te zien in de film Round Midnight uit 1986 van Bertrand Tavernier. Deze rol dankte hij aan saxofonist Dexter Gordon, die de hoofdrol in de film vertolkte en waarmee hij in 1963 plaatopnamen had gemaakt. De film, een ode aan de jazz, gaat over een musicus die in de jaren 50 in Parijs in de goot belandt.
- Bibsys: 2133826
- Biblioteca Nacional de España: XX1560592
- Bibliothèque nationale de France: cb13897478j (data)
- CiNii: DA15983851
- Gemeinsame Normdatei: 13016500X
- International Standard Name Identifier: 0000 0000 5935 9000
- Library of Congress Control Number: n81146629
- Nationale Bibliotheek van Letland: 000330120
- MusicBrainz: 7234377c-2764-4739-9e2a-695ca4b89175
- Nationale Bibliotheek van Tsjechië: xx0192467
- Nationale Bibliotheek van Israël: 987007409459105171
- Nederlandse Thesaurus van Auteursnamen: 068030630
- Réseau des bibliothèques de Suisse occidentale: 02-A003592350
- Istituto Centrale per il Catalogo Unico: MILV168591
- Système universitaire de documentation: 136327109
- Virtual International Authority File: 29718801
- WorldCat: E39PBJkHqgKgghWGVdBX9p8pyd